# IC 4363
IC 4363 је спирална галаксија у сазвјежђу Дјевица која се налази на листи објеката дубоког неба у Индекс каталогу.
Деклинација објекта је - 9° 38' 29" а ректасцензија 14h 4m 12,3s. Привидна величина (магнитуда) објекта IC 4363 износи 15,2 а фотографска магнитуда 16,0.